# Górnik Zabrze w sezonie 1970/1971
Sezon 1970/1971 był 24. sezonem w historii klubu i 16. z kolei na najwyższym szczeblu rozgrywek ligowych. Górnik wygrał rozgrywki I ligi zdobywając po raz dziewiąty tytuł Mistrza Polski, zdobył po raz piąty Puchar Polski oraz jako zdobywca Pucharu Polski w sezonie 1969/1970 brał udział w Pucharze Zdobywców Pucharów docierając do ćwierćfinału.

## I Liga

### Tabela
| Poz. | Drużyna            | M  | Punkty | Z  | R | P | Bramki | Bramki | Bramki |
| Poz. | Drużyna            | M  | Punkty | Z  | R | P | +      | -      | +/-    |
| ---- | ------------------ | -- | ------ | -- | - | - | ------ | ------ | ------ |
| 1    | Górnik Zabrze      | 26 | 39     | 17 | 5 | 4 | 43     | 21     | 22     |
| 2    | Legia Warszawa     | 26 | 34     | 14 | 6 | 6 | 39     | 20     | 19     |
| 3    | Zagłębie Wałbrzych | 26 | 27     | 10 | 7 | 9 | 24     | 24     | 0      |
| 4    | Pogoń Szczecin     | 26 | 27     | 9  | 9 | 8 | 23     | 32     | -9     |
| 5    | Ruch Chorzów       | 26 | 25     | 8  | 9 | 9 | 43     | 32     | 11     |

    I runda kwalifikacyjna Pucharu Europy Mistrzów Klubowych     I runda kwalifikacyjna Pucharu UEFA     Puchar Intertoto

### Wyniki spotkań
| Mecz           | Data            | Stadion   | Przeciwnik         | Wynik | Punkty | Strzelcy                                  |
| -------------- | --------------- | --------- | ------------------ | ----- | ------ | ----------------------------------------- |
| Runda jesienna |                 |           |                    |       |        |                                           |
| 1              | 9 sierpnia      | Katowice  | GKS Katowice       | 1:1   | 1      | Skowronek                                 |
| 2              | 12 sierpnia     | Zabrze    | Szombierki Bytom   | 4:3   | 3      | Wilczek, Skowronek (2), Lubański          |
| 3              | 16 sierpnia     | Chorzów   | Ruch Chorzów       | 2:3   | 3      | Banaś, Lubański                           |
| 4              | 22 sierpnia     | Zabrze    | Pogoń Szczecin     | 0:0   | 4      | -                                         |
| 5              | 26 sierpnia     | Warszawa  | Gwardia Warszawa   | 1:0   | 6      | Lubański                                  |
| 6              | 10 września     | Wałbrzych | Zagłębie Wałbrzych | 1:1   | 7      | Skowronek                                 |
| 7              | 20 września     | Zabrze    | Wisła Kraków       | 2:2   | 8      | Wilim, Lubański                           |
| 8              | 27 września     | Sosnowiec | Zagłębie Sosnowiec | 0:2   | 8      | -                                         |
| 9              | 4 października  | Zabrze    | Polonia Bytom      | 2:0   | 10     | Lubański, Wilim                           |
| 10             | 31 października | Rzeszów   | Stal Rzeszów       | 1:0   | 12     | Szaryński                                 |
| 11             | 8 listopada     | Zabrze    | Legia Warszawa     | 3:1   | 14     | Lubański, Niedziółka (s), Skowronek       |
| 12             | 15 listopada    | Rybnik    | ROW Rybnik         | 0:1   | 14     | -                                         |
| 13             | 20 listopada    | Zabrze    | Stal Mielec        | 1:0   | 16     | Wilim                                     |
| Runda wiosenna |                 |           |                    |       |        |                                           |
| 14             | 20 marca        | Zabrze    | GKS Katowice       | 2:0   | 18     | Deja (2)                                  |
| 15             | 4 kwietnia      | Zabrze    | Ruch Chorzów       | 1:0   | 20     | Banaś                                     |
| 16             | 7 kwietnia      | Szczecin  | Pogoń Szczecin     | 1:1   | 21     | Lubański                                  |
| 17             | 17 kwietnia     | Zabrze    | Gwardia Warszawa   | 1:0   | 23     | Banaś                                     |
| 18             | 24 kwietnia     | Zabrze    | Zagłębie Wałbrzych | 1:0   | 25     | Szaryński                                 |
| 19             | 29 kwietnia     | Kraków    | Wisła Kraków       | 0:1   | 25     | -                                         |
| 20             | 16 maja         | Zabrze    | Zagłębie Sosnowiec | 5:0   | 27     | Szołtysik (2), Lubański, Banaś, Skowronek |
| 21             | 19 maja         | Bytom     | Szombierki Bytom   | 2:0   | 29     | Banaś, Szaryński                          |
| 22             | 30 maja         | Bytom     | Polonia Bytom      | 4:2   | 31     | Lubański (2) Wilim, Bajgier (s)           |
| 23             | 12 czerwca      | Zabrze    | Stal Rzeszów       | 2:1   | 33     | Wilim, Gorgoń                             |
| 24             | 16 czerwca      | Warszawa  | Legia Warszawa     | 2:0   | 35     | Wilim (2)                                 |
| 25             | 20 czerwca      | Zabrze    | ROW Rybnik         | 1:0   | 37     | Zdebel (s)                                |
| 26             | 23 czerwca      | Mielec    | Stal Mielec        | 3:2   | 39     | Olek, Szołtysik, Deja                     |

    zwycięstwo     remis     porażka

## Puchar Polski
W sezonie 1970/1971 Górnik Zabrze rozpoczął rozgrywki od 1/16 finału, a zakończył je zdobywając trofeum po raz piąty (czwarty raz z rzędu).
| Faza  | Data            | Stadion  | Przeciwnik         | Wynik        | Strzelcy                  |
| ----- | --------------- | -------- | ------------------ | ------------ | ------------------------- |
| 1/16  | 28 października | Kraków   | Wawel Kraków       | 2:0          | Szaryński, Lubański       |
| 1/8   | 6 grudnia       | Zabrze   | Stal Rzeszów       | 4:2          | Lubański (4)              |
| 1/4   | 7 marca         | Zabrze   | Gwardia Warszawa   | 3:1          | Szołtysik, Banaś, Wilczek |
| 1/4   | 14 marca        | Warszawa | Gwardia Warszawa   | 1:2          | Wilczek                   |
| 1/2   | 10 kwietnia     | Zabrze   | Ruch Chorzów       | 1:1          | Lubański                  |
| 1/2   | 12 kwietnia     | Chorzów  | Ruch Chorzów       | 1:1 (k. 2:1) | Gorgoń                    |
| Finał | 27 czerwca      | Chorzów  | Zagłębie Sosnowiec | 3:1          | Wilim (3)                 |

    zwycięstwo     remis     porażka

## Puchar Zdobywców Pucharów
Rozgrywki PZP w sezonie 1970/1971 Górnik rozpoczął od 1/16 finału, a zakończył w ćwierćfinale przegrywając z zespołem Manchesteru City.
| Faza | Data            | Stadion    | Przeciwnik      | Wynik | Strzelcy                                                |
| ---- | --------------- | ---------- | --------------- | ----- | ------------------------------------------------------- |
| 1/8  | 16 września     | Aalborg    | Aalborg BK      | 1:0   | Lubański                                                |
| 1/8  | 23 września     | Zabrze     | Aalborg BK      | 1:0   | Szaryński, Olek (2), Wilim (2), Lubański (2), Szołtysik |
| 1/4  | 21 października | Izmir      | Göztepe Izmir   | 1:0   | Lubański                                                |
| 1/4  | 4 listopada     | Zabrze     | Göztepe Izmir   | 3:0   | Lubański (2), Banaś                                     |
| 1/2  | 10 marca        | Chorzów    | Manchester City | 2:0   | Lubański, Wilczek                                       |
| 1/2  | 24 marca        | Manchester | Manchester City | 0:2   | -                                                       |
| 1/2  | 27 czerwca      | Kopenhaga  | Manchester City | 1:3   | Lubański                                                |

    zwycięstwo     remis     porażka

## Zawodnicy

### Skład
| Zawodnik                                                                                               | Data urodzenia       | Poprzedni klub       | I Liga    | I Liga | Puchar Polski | Puchar Polski | PZP | PZP | RAZEM | RAZEM |
| --- | -------------------- | -------------------- | --------- | ------ | ------------- | ------------- | --- | --- | ----- | ----- |
| Zawodnik                                                                                               | Data urodzenia       | Poprzedni klub       | Bramkarze |        |               |               |     |     |       |       |
| Jan Gomola                                                                                             | 5 sierpnia 1941      | Kuźnia Ustroń        | 18        | -      | 3             | -             | 4   | -   | 25    | -     |
| Hubert Kostka                                                                                          | 27 maja 1940(dts)    | Unia Racibórz        | 9         | -      | 4             | -             | 3   | -   | 16    | -     |
| Obrońcy                                                                                                |                      |                      |           |        |               |               |     |     |       |       |
| Stefan Florenski                                                                                       | 17 grudnia 1933      | Sośnica Gliwice      | 4         | -      | 1             | -             | -   | -   | 5     | -     |
| Jerzy Gorgoń                                                                                           | 18 lipca 1949        | Sparta Zabrze        | 21        | 1      | 7             | 1             | 7   | -   | 35    | 2     |
| Rainer Kuchta                                                                                          | 8 lipca 1943         | Piast Gliwice        | 11        | -      | 2             | -             | 2   | -   | 15    | -     |
| Henryk Latocha                                                                                         | 8 czerwca 1943       | Górnik Lędziny       | 18        | -      | 4             | -             | 6   | -   | 28    | -     |
| Stanisław Oślizło                                                                                      | 13 listopada 1937    | Górnik Radlin        | 24        | -      | 7             | -             | 7   | -   | 38    | -     |
| Joachim Szlosarek                                                                                      | 28 października 1950 | Pogoń Zabrze         | 2         | -      | -             | -             | -   | -   | 2     | -     |
| Jan Wraży                                                                                              | 10 października 1943 | GKS Katowice         | 22        | -      | 6             | -             | 6   | -   | 34    | -     |
| Pomocnicy                                                                                              |                      |                      |           |        |               |               |     |     |       |       |
| Alojzy Deja                                                                                            | 20 stycznia 1949     | Jedność Michałkowice | 17        | 3      | 7             | -             | 8   | -   | 32    | 3     |
| Karol Kapciński                                                                                        | 6 kwietnia 1943      | Śląsk Wrocław        | 1         | -      | -             | -             | -   | -   | 1     | -     |
| Lucjan Kwaśny                                                                                          | 26 maja 1950         | wychowanek           | 7         | -      | -             | -             | -   | -   | 7     | -     |
| Alfred Olek                                                                                            | 23 lipca 1940        | GKS Świętochłowice   | 14        | 1      | 2             | -             | 6   | 2   | 22    | 3     |
| Zygfryd Szołtysik                                                                                      | 24 października 1942 | Zryw Chorzów         | 25        | 3      | 6             | 1             | 6   | 1   | 37    | 5     |
| Erwin Wilczek                                                                                          | 20 listopada 1940    | Zryw Chorzów         | 17        | 1      | 4             | 2             | 6   | 1   | 27    | 4     |
| Napastnicy                                                                                             |                      |                      |           |        |               |               |     |     |       |       |
| Jan Banaś                                                                                              | 29 marca 1943        | Polonia Bytom        | 18        | 5      | 6             | 1             | 4   | 1   | 28    | 7     |
| Jerzy Kowalik                                                                                          | 1 maja 1947          | wychowanek           | -         | -      | -             | -             | 1   | -   | 1     | -     |
| Włodzimierz Lubański                                                                                   | 28 lutego 1947       | GKS Gliwice          | 21        | 10     | 5             | 6             | 7   | 8   | 33    | 24    |
| Hubert Skowronek                                                                                       | 3 grudnia 1941       | Śląsk Wrocław        | 26        | 6      | 7             | -             | 5   | -   | 38    | 6     |
| Władysław Szaryński                                                                                    | 17 stycznia 1947     | ROW Rybnik           | 24        | 3      | 7             | 1             | 5   | 1   | 36    | 5     |
| Jerzy Wilim                                                                                            | 14 sierpnia 1941     | Szombierki Bytom     | 21        | 7      | 5             | 3             | 3   | 2   | 29    | 12    |
| Jan Szewczuk                                                                                           | 23 listopada 1950    | Rozwój Katowice      | 1         | -      | -             | -             | -   | -   | 1     | -     |
| Ostatnia aktualizacja: 26. kolejka I Ligi, finał Pucharu Polski, 1/2 finału Pucharu Zdobywców Pucharów |                      |                      |           |        |               |               |     |     |       |       |